# 伯德森德海崖
64°45′S 62°33′W / 64.750°S 62.550°W
伯德森德海崖（英語：Birdsend Bluff），是南極洲的海崖，位於葛拉漢地的丹科海岸，處於惠特斯通冰川終點以南，由比利時探險隊測量，現時由南極條約體系管理。